# قرقارص
قرية قرقارص هي إحدى القرى التابعة لمركز أسيوط في محافظة أسيوط في جمهورية مصر العربية. حسب إحصاءات سنة 2006، بلغ إجمالي السكان في قرقارص 4961 نسمة، منهم 2567 رجل و2394 امرأة.